# Selecció de futbol de Qatar
La selecció de futbol de Qatar és l'equip representatiu del país a les competicions oficials. La seva organització està a càrrec de l'Associació de Futbol de Qatar, pertanyent a la AFC.
L'equip ha participat en 10 edicions de la Copa d'Àsia i l'ha guanyada una vegada l'any 2019. Juguen els seus partits a casa en l'Estadi Internacional Khalifa i l'Estadi Jassim bin Hamad.
Qatar acollirà la Copa del Món de la FIFA 2022 i, per tant, qualificarà automàticament per a la seva primera aparició. Aquesta serà la primera vegada que la nació amfitriona no hagi competit prèviament a la Copa del Món des de la segona Copa del Món de 1934 i la primera vegada que una nació àrab acollirà la competició.

## Rivalitat

### Bahrain
Qatar i Bahrain són els principals rivals a causa de la tensió històrica en les relacions entre els dos països. Dels 39 partits disputats, Bahrain ha guanyat 11, ha perdut 8 i ha empatat 19. Des del 2004 fins al 2021, Qatar no va poder guanyar contra Bahrain, patint sis derrotes i jugant deu empats, abans de finalment aconseguir la victòria a la Copa dels Estats Àrabs del 2021.

### Aràbia Saudita
Qatar es troba en un estat de rivalitat important amb l'Aràbia Saudita a causa de la tensió històrica en les relacions entre els dos països i la crisi diplomàtica a Qatar del 2017 al 2021. Qatar generalment no té bons resultats enfront d'Aràbia Saudita: dels 41 partits jugats, Qatar n'ha guanyat 8, n'ha perdut 17 i n'ha empatat 16.

### Emirats Àrabs Units
La rivalitat amb els Emirats Àrabs Units és competitiva en el context de la Copa del Golf Pèrsic repetidament, a causa de la crisi diplomàtica a Qatar del 2017 al 2021, s'ha observat un augment de la tensió, quan el capità de la selecció juvenil dels Emirats Àrabs Units sub-19 es va negar a donar la mà al capità de la selecció juvenil de Qatar al campionat de la AFC sub-19 del 2018, que es va celebrar a Indonèsia; en aquest torneig, els Emirats Àrabs Units van derrotar Qatar per 2-1, però van ser eliminats de la fase de grups, mentre que Qatar va remuntar per classificar-se per al mundial sub-20 del 2019. A data de 2020, Qatar i els Emirats Àrabs Units han disputat 31 partits oficials, la majoria dels quals han estat en el marc de la Copa del Golf Pèrsic, i tot va començar quan els Emirats Àrabs Units van derrotar Qatar per 1-0. Han jugat només dos partits amistosos, l'últim dels quals va tenir lloc el 2011 i va acabar amb victòria dels Emirats Àrabs Units.

## Imatge de l'equip
Qatar utilitza l'uniforme granat com a local i el blanc com a visitant. El seu primer fabricant va ser l'empresa Umbro de 1980 a 1984. Actualment, tots els uniformes de Qatar són fabricats per l'empresa Adidas.

## Participacions en la Copa del Món
Campions      Finalistes      Tercers      Quarts
Un requadre vermell indica que eren amfitrions del campionat.
| Historial a la Copa del Món | Historial a la Copa del Món | Historial a la Copa del Món | Historial a la Copa del Món | Historial a la Copa del Món | Historial a la Copa del Món | Historial a la Copa del Món | Historial a la Copa del Món | Historial a la Copa del Món |
| Edició                      | Ronda                       | Posició                     | PJ                          | PG                          | PE                          | PP                          | GF                          | GC                          |
| --------------------------- | --------------------------- | --------------------------- | --------------------------- | --------------------------- | --------------------------- | --------------------------- | --------------------------- | --------------------------- |
| 1930 a 1974                 | No hi participà             | No hi participà             | No hi participà             | No hi participà             | No hi participà             | No hi participà             | No hi participà             | No hi participà             |
| 1978                        | No es classificà            | No es classificà            | No es classificà            | No es classificà            | No es classificà            | No es classificà            | No es classificà            | No es classificà            |
| 1982                        | No es classificà            | No es classificà            | No es classificà            | No es classificà            | No es classificà            | No es classificà            | No es classificà            | No es classificà            |
| 1986                        | No es classificà            | No es classificà            | No es classificà            | No es classificà            | No es classificà            | No es classificà            | No es classificà            | No es classificà            |
| 1990                        | No es classificà            | No es classificà            | No es classificà            | No es classificà            | No es classificà            | No es classificà            | No es classificà            | No es classificà            |
| 1994                        | No es classificà            | No es classificà            | No es classificà            | No es classificà            | No es classificà            | No es classificà            | No es classificà            | No es classificà            |
| 1998                        | No es classificà            | No es classificà            | No es classificà            | No es classificà            | No es classificà            | No es classificà            | No es classificà            | No es classificà            |
| 2002                        | No es classificà            | No es classificà            | No es classificà            | No es classificà            | No es classificà            | No es classificà            | No es classificà            | No es classificà            |
| 2006                        | No es classificà            | No es classificà            | No es classificà            | No es classificà            | No es classificà            | No es classificà            | No es classificà            | No es classificà            |
| 2010                        | No es classificà            | No es classificà            | No es classificà            | No es classificà            | No es classificà            | No es classificà            | No es classificà            | No es classificà            |
| 2014                        | No es classificà            | No es classificà            | No es classificà            | No es classificà            | No es classificà            | No es classificà            | No es classificà            | No es classificà            |
| 2018                        | No es classificà            | No es classificà            | No es classificà            | No es classificà            | No es classificà            | No es classificà            | No es classificà            | No es classificà            |
| 2022                        | Primera fase                | 32s                         | 3                           | 0                           | 0                           | 3                           | 1                           | 7                           |
| 2026                        | Pendent                     | Pendent                     | Pendent                     | Pendent                     | Pendent                     | Pendent                     | Pendent                     | Pendent                     |
| 2030                        | Pendent                     | Pendent                     | Pendent                     | Pendent                     | Pendent                     | Pendent                     | Pendent                     | Pendent                     |
| 2034                        | Pendent                     | Pendent                     | Pendent                     | Pendent                     | Pendent                     | Pendent                     | Pendent                     | Pendent                     |
| Total                       | Primera fase                | Primera fase                | 3                           | 0                           | 0                           | 3                           | 1                           | 7                           |

## Resultats a la Copa d'Àsia
- 1956 - No hi participà
- 1960 - No hi participà
- 1964 - No hi participà
- 1968 - No hi participà
- 1972 - No es classificà
- 1976 - No es classificà
- 1980 - Primera ronda
- 1984 - Primera ronda
- 1988 - Primera ronda
- 1992 - Primera ronda
- 1996 - No es classificà
- 2000 - Quarts de final
- 2004 - Primera ronda
- 2007 - Primera ronda
- 2011 - Quarts de final
- 2015 - Primera ronda
- 2019 - Campió